# Swansea LHC
Swansea Ladies Hockey Club is een dameshockeyclub uit Swansea, Wales.
Swansea LHC werd in de jaren '20 van de twintigste eeuw opgericht. De club heeft verschillende keren het Welsh kampioenschap gewonnen en op deze manier Wales mogen vertegenwoordigen op Europees niveau. De club pakte prijzen in de B- en C-divisies van de Europacup-toernooien.
In 2004 werd Swansea uitgenodigd om te mogen deelnemen aan de English Hockey League als de kampioen van Wales. Swansea accepteerde de uitnodiging en werd de eerste club uit Wales die deelnam aan de EHL.